# Parlamentní volby ve Finsku 2015

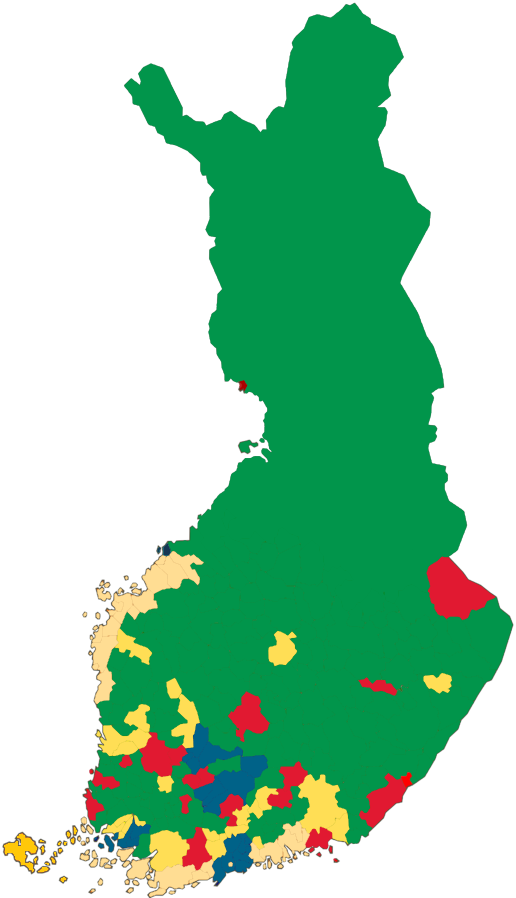
Výsledky voleb podle volebních okrsků

Parlamentní volby ve Finsku v roce 2015 se konaly dne 19. dubna. Volební účast byla 70,1 %. Bojovalo se o 200 míst v jednokomorovém parlamentu (Eduskunta).
Nejvíce hlasů získala centristická strana Suomen Keskusta (Finský střed), 21,10 % a 49 míst. Na druhém místě se umístili populističtí Perussuomalaiset (Praví Finové), se 17,65 % a 38 místy, následovaní konzervativci z Kansallinen Kokoomus (Národní sjednocení), kteří dosáhli na 18,20 %, ale jen 37 křesel. Na čtvrtém místě skončila finská sociální demokracie, Suomen Sosialidemokraattinen Puolue, s 16,51 % a 34 křesly.
Dále bude v parlamentu zastoupen Zelený svaz (Vihreä liitto) s 15 křesly (8,53 % hlasů), Levicový svaz (Vasemmistoliitto) s 12 křesly (7,13 % hlasů), finská Švédská lidová strana (Ruotsalainen kansanpuolue) s 9 křesly (4,88 % hlasů) a finská křesťanskodemokratická strana (Suomen Kristillisdemokraatit) s 5 křesly (3,54 % hlasů). Pro ostatní strany (regionální sdružení z Alandských ostrovů) zbylo 1 křeslo (0,56 % hlasů).
Oproti předchozím volbám získal výrazně více křesel Finský střed (o 14) a Zelený svaz (o 5). Ostatní strany ve volbách ztratily či jejich zastoupení zůstane stejné.
Vláda vznikla na bázi koaliční smlouvy tří stran na prvních třech místech. Jejím předsedou je centrista Juha Sipilä, ve funkci ministra financí po určitou dobu působil konzervativec Alexander Stubb, předseda vlády předchozí.